# Район Ходоґая
35°27′36″ пн. ш. 139°35′46″ сх. д. / 35.46000° пн. ш. 139.59611° сх. д.
Райо́н Ходоґа́я (яп. 保土ケ谷区, ほどがやく, МФА: [hodogaja ku̥], «Район долини Ходо») — район міста Йокогама префектури Канаґава в Японії. Станом на 1 квітня 2009 площа району становила 21,91 км². Станом на 1 липня 2011 населення району становило 206 143 осіб.

## Освіта
- Йокогамський державний університет (головний кампус)